# Antigonia socotrae
Antigonia socotrae är en fiskart som beskrevs av Nikolai V. Parin och Borodulina 2006. Antigonia socotrae ingår i släktet Antigonia och familjen trynfiskar. Inga underarter finns listade i Catalogue of Life.